# Olympische Sommerspiele 1972/Teilnehmer (Norwegen)
| Gelbes Symbol für Goldmedaillen mit stilisierten Olympischen Ringen | Graues Symbol für Silbermedaillen mit stilisierten Olympischen Ringen | Braundes Symbol für Bronzemedaillen mit stilisierten Olympischen Ringen |
| ------------------------------------------------------------------- | --------------------------------------------------------------------- | ----------------------------------------------------------------------- |
| 2                                                                   | 1                                                                     | 1                                                                       |

Norwegen nahm an den Olympischen Sommerspielen 1972 in München mit einer Delegation von 112 Athleten teil, davon 101 Männer und elf Frauen. Fahnenträger bei der Eröffnungsfeier war der Ringer Harald Barlie.

## Medaillengewinner

### Gold
| Name         | Sportart     | Wettkampf                 |
| ------------ | ------------ | ------------------------- |
| Leif Jensen  | Gewichtheben | Männer, Halbschwergewicht |
| Knut Knudsen | Radsport     | Männer, Einerverfolgung   |

### Silber
| Name                           | Sportart | Wettkampf            |
| ------------------------------ | -------- | -------------------- |
| Frank Hansen & Svein Thøgersen | Rudern   | Männer, Doppelzweier |

### Bronze
| Name                                                    | Sportart | Wettkampf                        |
| ------------------------------------------------------- | -------- | -------------------------------- |
| Steinar Amundsen, Tore Berger, Jan Johansen & Egil Søby | Kanu     | Männer, Vierer-Kajak, 1000 Meter |

## Teilnehmer nach Sportarten

### Bogenschießen
| Männer - Johs Akkerhaugen Einzel: 36. Platz - Jan Erik Humlekjær Einzel: 32. Platz - Egil Borgen Johansen Einzel: 48. Platz | Frauen - Brit Stav Einzel: 40. Platz |

### Boxen
Männer
- Ketil Hodne
Weltergewicht: 1. Runde

- Svein Erik Paulsen
Leichtgewicht: Viertelfinale

- Harald Skog
Halbschwergewicht: Viertelfinale

- Nils Dag Strømme
Federgewicht: 1. Runde

### Fechten
Männer
- Jan von Koss
Degen, Mannschaft: 7. Platz

- Morten von Krogh
Degen, Einzel: Viertelfinale

- Claus Mørch
Degen, Mannschaft: 7. Platz

- Ole Mørch
Degen, Einzel: 2. Runde
Degen, Mannschaft: 7. Platz

- Jeppe Normann
Degen, Einzel: 1. Runde
Degen, Mannschaft: 7. Platz

### Gewichtheben
Männer
- Tore Bjørnsen
Mittelgewicht: 10. Platz

- Leif Jensen
Halbschwergewicht: Gold

- Edgar Kjerran
Schwergewicht: 16. Platz

- Eivind Rekustad
Schwergewicht: DNF

### Handball
Männer
- 9. Platz

- Kader
Per Ankre
Arnulf Bæk
Pål Bye
Pål Cappelen
Carl Graff-Wang
Inge Hansen
Torstein Hansen
Roger Hverven
Ulf Magnussen
Jan Økseter
Sten Osther
Jon Reinertsen
Geir Røse
Per Søderstrøm
Harald Tyrdal
Finn Urdal

### Kanu
Männer
- Per Blom & Terje Wesche
Kajak-Zweier, 1000 Meter: Vorrunde

- Steinar Amundsen, Tore Berger, Jan Johansen & Egil Søby
Kajak-Vierer, 1000 Meter: Bronze

### Leichtathletik
| Männer - Finn Bendixen Weitsprung: 21. Platz in der Qualifikation - Knut Børø 5000 Meter: Vorläufe - Kristen Fløgstad Dreisprung: 8. Platz - Audun Garshol 100 Meter: Viertelfinale 200 Meter: Viertelfinale - Bjørn Grimnes Speerwurf: 5. Platz - Per Halle 5000 Meter: 7. Platz - Kjell Lund 50 Kilometer Gehen: 24. Platz - Arne Risa 5000 Meter: Vorläufe 10.000 Meter: Vorläufe - Jan Rolstad 20 Kilometer Gehen: 11. Platz - Sverre Sørnes 3000 Meter Hindernis: Vorläufe - Jan Voje 3000 Meter Hindernis: Vorläufe | Frauen - Grete Andersen-Waitz 1500 Meter: Vorläufe - Wenche Sørum 1500 Meter: Halbfinale |

### Radsport
Männer
- Thorleif Andresen
Straßenrennen: 70. Platz
Mannschaftszeitfahren: 5. Platz

- Harald Bundli
1000 Meter Zeitfahren: 18. Platz

- Arve Haugen
Straßenrennen: DNF
Mannschaftszeitfahren: 5. Platz

- Jan Henriksen
Straßenrennen: DNF

- Knut Knudsen
Mannschaftszeitfahren: 5. Platz
4000 Meter Einerverfolgung: Gold

- Tore Milsett
Straßenrennen: 17. Platz

- Magne Orre
Mannschaftszeitfahren: 5. Platz

### Ringen
Männer
- Trond Martiniussen
Fliegengewicht, griechisch-römisch: 2. Runde

- Harald Hervig
Bantamgewicht, griechisch-römisch: 2. Runde (Rückzug)

- Harald Barlie
Mittelgewicht, griechisch-römisch: 3. Runde

- Håkon Øverby
Halbschwergewicht, griechisch-römisch: 5. Platz

- Tore Hem
Schwergewicht, griechisch-römisch: 6. Platz

### Rudern
Männer
- Frank Hansen & Svein Thøgersen
Doppelzweier: Silber

- Erik Erichsen & Åke Fiskerstrand
Zweier ohne Steuermann: 10. Platz

- Rolf Andreassen, Arne Bergodd & Thor Egil Olsen
Zweier mit Steuermann: 7. Platz

- Tom Amundsen, Kjell Sverre Johansen, Ole Nafstad & Svein Erik Nilsen
Vierer ohne Steuermann: Hoffnungslauf

- Jørgen Cappelen, Alf Hansen, Finn Tveter, Tom Welo & Petter Wærness
Vierer mit Steuermann: 9. Platz

### Schießen
- Helge Anshushaug
Freies Gewehr, Dreistellungskampf: 18. Platz
Kleinkaliber, Dreistellungskampf: 44. Platz
Kleinkaliber, liegend: 40. Platz

- Bjørn Bakken
Freies Gewehr, Dreistellungskampf: 27. Platz
Kleinkaliber, Dreistellungskampf: 35. Platz

- Thor-Øistein Endsjø
Schnellfeuerpistole: 17. Platz

- John Larsen
Laufende Scheibe: 12. Platz

- Jens Nygård
Kleinkaliber, liegend: 69. Platz

- John Rødseth
Freie Pistole: 13. Platz

- Tore Skau
Laufende Scheibe: 25. Platz

### Schwimmen
| Männer - Sverre Kile 400 Meter Freistil: Vorläufe 400 Meter Lagen: Vorläufe - Fritz Warncke 100 Meter Freistil: Vorläufe 200 Meter Freistil: Vorläufe | Frauen - Trine Krogh 200 Meter Lagen: Vorläufe 400 Meter Lagen: Vorläufe - Grethe Mathiesen 100 Meter Freistil: Vorläufe |

### Segeln
- Per Werenskiold
Finn-Dinghy: 25. Platz

- Aksel Gresvig & Peder Lunde junior
Tempest: 6. Platz

- Ole Christian Bendixen & Ragnar Fjoran
Flying Dutchman: 14. Platz

- Bjørn Lofterød & Odd Roar Lofterød
Star: 15. Platz

- Kronprinz Harald, Eirik Johannessen & Rolf Lund
Soling: 10. Platz

- Jan-Erik Aarberg, Sven Gerner-Mathisen & Theodor Sommerschield
Drachen: 11. Platz

### Turnen
| Männer - Tore Lie Einzelmehrkampf: 81. Platz in der Qualifikation Boden: 90. Platz in der Qualifikation Pferd: 88. Platz in der Qualifikation Barren: 84. Platz in der Qualifikation Reck: 94. Platz in der Qualifikation Ringe: 83. Platz in der Qualifikation Seitpferd: 45. Platz in der Qualifikation | Frauen - Trine Andresen Einzelmehrkampf: 104. Platz in der Qualifikation Mannschaftsmehrkampf: 14. Platz Boden: 96. Platz in der Qualifikation Pferd: 81. Platz in der Qualifikation Stufenbarren: 114. Platz in der Qualifikation Schwebebalken: 89. Platz in der Qualifikation - Sidsel Ekholdt Einzelmehrkampf: 84. Platz in der Qualifikation Mannschaftsmehrkampf: 14. Platz Boden: 62. Platz in der Qualifikation Pferd: 78. Platz in der Qualifikation Stufenbarren: 97. Platz in der Qualifikation Schwebebalken: 79. Platz in der Qualifikation - Bente Hansen Einzelmehrkampf: 104. Platz in der Qualifikation Mannschaftsmehrkampf: 14. Platz Boden: 90. Platz in der Qualifikation Pferd: 95. Platz in der Qualifikation Stufenbarren: 80. Platz in der Qualifikation Schwebebalken: 115. Platz in der Qualifikation - Unni Holmen Einzelmehrkampf: 54. Platz in der Qualifikation Mannschaftsmehrkampf: 14. Platz Boden: 45. Platz in der Qualifikation Pferd: 52. Platz in der Qualifikation Stufenbarren: 58. Platz in der Qualifikation Schwebebalken: 54. Platz in der Qualifikation - Jill Kvamme-Schau Einzelmehrkampf: 65. Platz in der Qualifikation Mannschaftsmehrkampf: 14. Platz Boden: 53. Platz in der Qualifikation Pferd: 84. Platz in der Qualifikation Stufenbarren: 62. Platz in der Qualifikation Schwebebalken: 75. Platz in der Qualifikation - Gro Sandberg Einzelmehrkampf: 69. Platz in der Qualifikation Mannschaftsmehrkampf: 14. Platz Boden: 72. Platz in der Qualifikation Pferd: 81. Platz in der Qualifikation Stufenbarren: 67. Platz in der Qualifikation Schwebebalken: 75. Platz in der Qualifikation |

### Wasserspringen
Männer
- Roar Løken
Kunstspringen: 10. Platz